# Гонсалес Гарсон, Эктор
Э́ктор Гонса́лес Гарсо́н (исп. Héctor González Garzón; 7 июня 1937, Сипакира, Кундинамарка — 23 августа 2015, Богота) — колумбийский футболист, участник чемпионата мира по футболу 1962 года.

## Биография

### Клубная карьера
Гонсалес начинал карьеру в команде «Уракан Сипакира», откуда затем перешёл в «Санта-Фе», став частью команды, с которой в 1960 году стал чемпионом Колумбии.
После шести сезонов за «Санта-Фе» он перешёл в «Депортес Толима», в котором поиграв два сезона завершил игровую карьеру.

### Карьера в сборной
В составе сборной Колумбии играл на чемпионате мира по футболу 1962 года и Чемпионате Южной Америки 1963 года, на которых колумбийцы выступили неудачно, занимая последние места в группах. Всего за сборную Колумбии сыграл 11 матчей, в которых забил 1 гол.

### Смерть
Скончался 23 августа 2015 года в Боготе в возрасте 78 лет.

## Достижения
«Санта-Фе»
- Чемпион Колумбии (1): 1960